# Fundación Gran Mariscal de Ayacucho
Die Stiftung Gran Mariscal de Ayacucho (Fundación Mariscal de Ayacucho oder Fundayacucho) ist eine Organisation, die der venezolanische Staat am 1. Juni 1975 errichtete. Der damalige Präsident Carlos Andrés Pérez eröffnete sie. Sie ist dem Ministerium für Wissenschaft, Technologie und Innovation unterstellt. Ihr wichtigstes Ziel ist es, Stipendien und Darlehen an venezolanische Studierenden zu vergeben. Es gibt Stipendien für das Inland und für das Ausland. Fundayacucho hat als Sitz Caracas.